# Bert Hamelinck
Bert Hamelinck (* 20. Jahrhundert) ist ein Filmproduzent.
Hamelinck begann seine Laufbahn im Filmgeschäft in den frühen 1990er Jahren als Kameraassistent, Elektriker und in anderen Positionen an Filmsets. In den 2000er Jahren wechselte er in den Bereich der Filmproduktion. Zunächst war er hier in der belgischen Filmindustrie aktiv, später ging er nach Los Angeles. Er ist Mitbegründer der Caviar Group und als deren Managing Director tätig. Außerdem leitet er die Film & Television-Abteilung.
Sein Schaffen als Produzent umfasst mehr als 40 Produktionen, so war er als Co-Produzent an Nymphomaniac (2013) beteiligt. Der 2017 erschienene Film The Rider brachte ihm mit seinen Kollegen die Nominierung für den Independent Spirit Award in der Kategorie Bester Debütfilm und bei den British Independent Film Awards 2018 ein. Ferner gewannen sie den Gotham Award.
Für Sound of Metal wurde er 2021 gemeinsam mit Sacha Ben Harroche für den Oscar in der Kategorie Bester Film nominiert. Hinzu kam die Nominierung für den Producers Guild of America Award.

## Filmografie (Auswahl)
- 2008: Nightmare on Left Bank
- 2009: SM Richter
- 2009: My Queen Karo
- 2009: Mr. Nobody
- 2015: The Diary of a Teenage Girl
- 2017: The Rider
- 2019: Sound of Metal
- 2020: Vampires vs. the Bronx
- 2022: War Pony
- 2022: Rebel – In den Fängen des Terrors (Rebel)